# Бра (Кунео)
Бра (итал. Bra) је насеље у Италији у округу Кунео, региону Пијемонт.
Према процени из 2011. у насељу је живело 24072 становника. Насеље се налази на надморској висини од 285 м.

## Становништво
| 1931.  | 1936.  | 1951.  | 1961.  | 1971.  | 1981.  | 1991.  | 2001.  | 2011.  |
| ------ | ------ | ------ | ------ | ------ | ------ | ------ | ------ | ------ |
| 17.519 | 17.139 | 18.005 | 19.163 | 23.541 | 26.441 | 27.211 | 27.988 | 28.935 |